# The Dark Side of the Moon Live

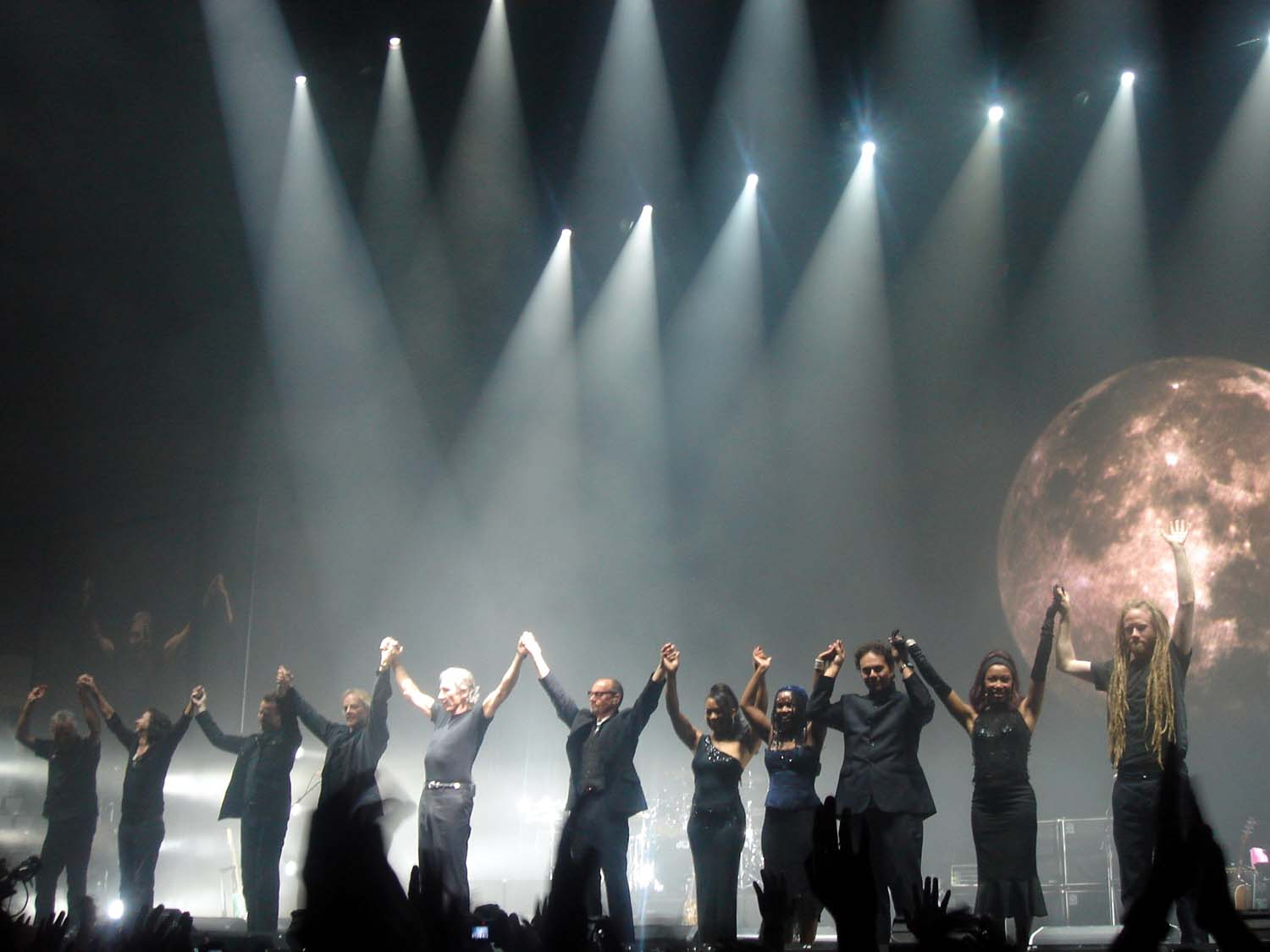
Skupina Rogera Waterse při závěrečném potlesku (Barcelona, 21. dubna 2007)

The Dark Side of the Moon Live bylo čtvrté sólové turné britského baskytaristy a zpěváka Rogera Waterse, uspořádané v letech 2006–2008. Jeho první část následovala rok po úspěšném reunionovém vystoupení Waterse a zbylých tří členů Pink Floyd v rámci koncertní série Live 8 (2005).

## Obsazení

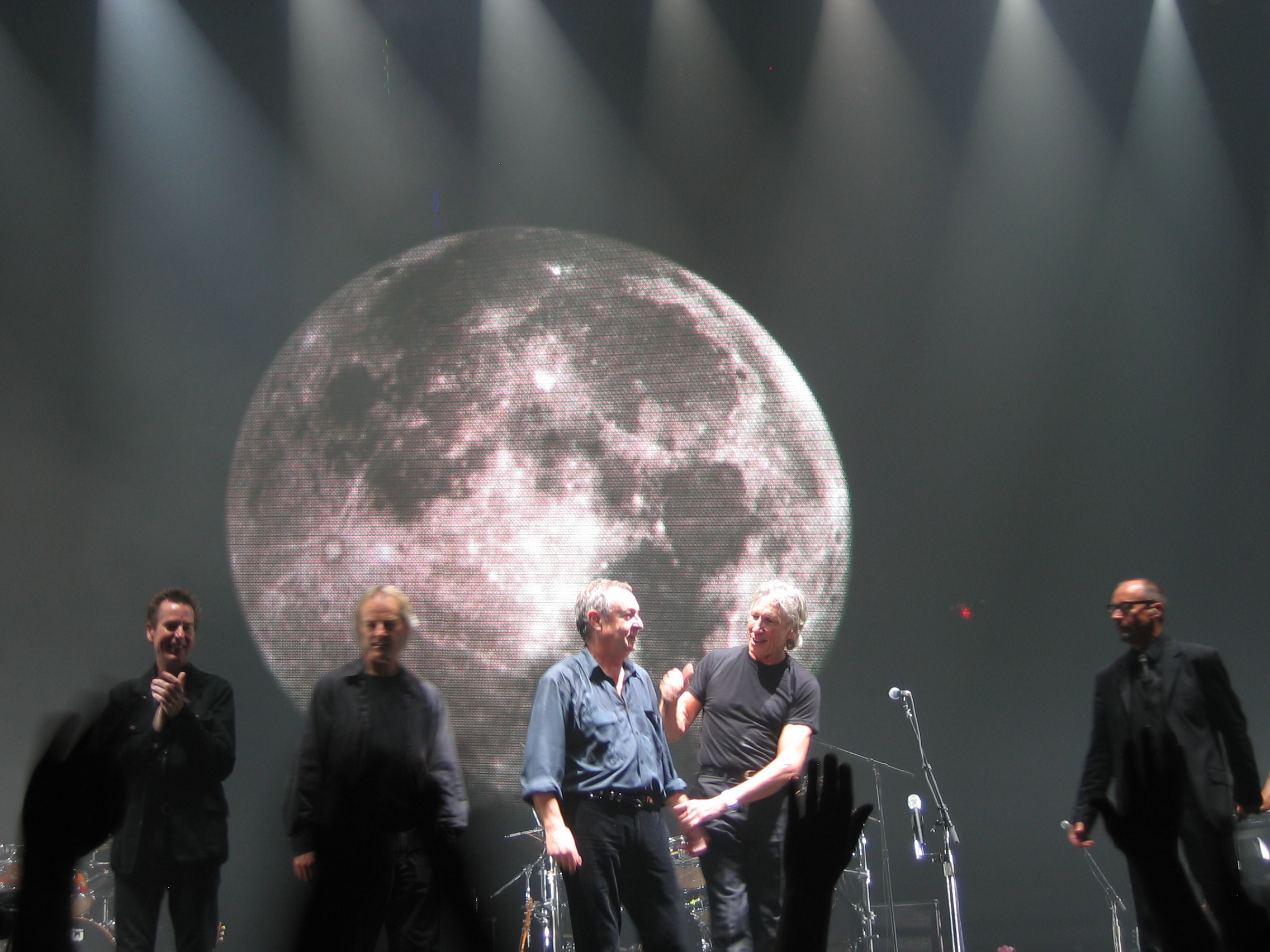
Nick Mason jako host na koncertě 12. května 2007 v Londýně

Waters pro svoji doprovodnou kapelu využil řadu hudebníků, kteří se již podíleli na jeho albech či koncertech. V letech 2006 a 2007 byla skupina stabilní, ke dvěma změnám došlo pouze na koncertech v roce 2008.
- Roger Waters – baskytara, akustická kytara, zpěv
- Dave Kilminster – kytara, baskytara, vokály, zpěv
- Snowy White – kytara
- Andy Fairweather-Low – kytara, baskytara, vokály (pouze v letech 2006 a 2007)
- Chester Kamen – kytara, baskytara, vokály (pouze v roce 2008)
- Jon Carin – klávesy, kytara, steel kytara, vokály, zpěv
- Harry Waters – klávesy
- Ian Ritchie – saxofon, EWI, baskytara
- Graham Broad – bicí, perkuse
- P. P. Arnold – vokály, zpěv
- Katie Kissoon – vokály, zpěv (pouze v letech 2006 a 2007)
- Sylvia Mason-James – vokály, zpěv (pouze v roce 2008)
- Carol Kenyon – vokály

Host na koncertech 12. a 29. června, 1., 12. a 14. července, 5., 6. a 8. října 2006 a 12. května 2007:
- Nick Mason – bicí v The Dark Side of the Moon a v přídavcích

## Scéna

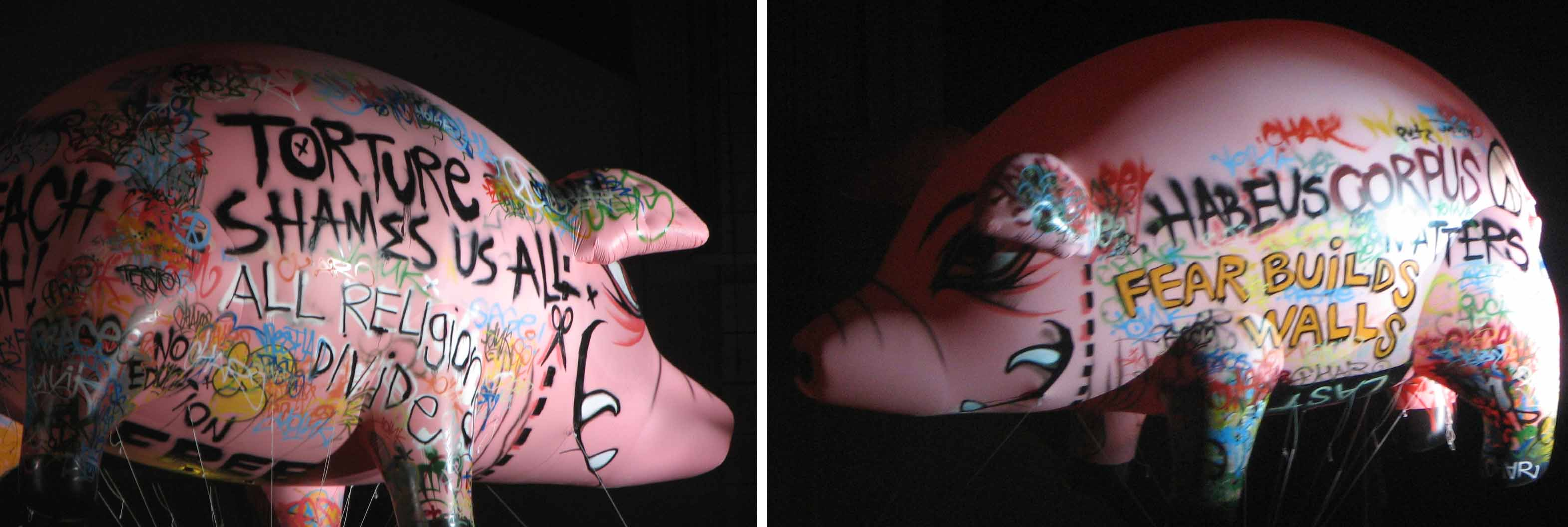
Nafukovací létající prase s Watersovými nápisy na koncertě 13. června 2007 v Los Angeles

Scénu navrhl Mark Fisher. Její součástí byly rozsáhlé video obrazovky, kvadrofonní zvuk, laserový jehlan a od vystoupení 6. září 2006 včetně i nafukovací létající prasata nesoucí na sobě nejrůznější nápisy, které se v průběhu turné měnily. Tato hesla vyjadřovala Watersovy levicové postoje, kritiku americké vlády, podporu utlačovaných v Latinské Americe apod.

## Setlist
Setlist byl v průběhu všech tří let shodný vyjma první tří koncertů a krátkého vystoupení v rámci Live Earth. První polovinu koncertu vždy tvořily Watersovy písně z období jeho působení ve skupině Pink Floyd doplněné jeho nejnovější vlastní skladbou „Leaving Beirut“ a dvěma částmi písně „Perfect Sense“ z alba Amused to Death. Druhá půlka vystoupení sestávala z kompletního alba The Dark Side of the Moon, nejprodávanější a nejúspěšnější desky Pink Floyd, pro kterou Waters složil všechny texty.

### Běžný setlist
První polovina
- „In the Flesh“
- „Mother“
- „Set the Controls for the Heart of the Sun“
- „Shine on You Crazy Diamond (Parts I–V)“
- „Have a Cigar“
- „Wish You Were Here“
- „Southampton Dock“
- „The Fletcher Memorial Home“
- „Perfect Sense, Part 1“
- „Perfect Sense, Part 2“
- „Leaving Beirut“
- „Sheep“

Druhá polovina (The Dark Side of the Moon)
- „Speak to Me“/„Breathe“
- „On the Run“
- „Time“/„Breathe (reprise)“
- „The Great Gig in the Sky“
- „Money“
- „Us and Them“
- „Any Colour You Like“
- „Brain Damage“
- „Eclipse“

Přídavky
- „The Happiest Days of Our Lives“
- „Another Brick in the Wall, Part II“
- „Vera“
- „Bring the Boys Back Home“
- „Comfortably Numb“

### Koncert 2. června 2006
První polovina
- „The Happiest Days of Our Lives“
- „Another Brick in the Wall, Part II“
- „Mother“
- „Shine on You Crazy Diamond (Parts I–V)“
- „Have a Cigar“
- „Wish You Were Here“
- „Set the Controls for the Heart of the Sun“
- „The Gunner's Dream“
- „Southampton Dock“
- „The Fletcher Memorial Home“
- „Perfect Sense, Part 1“
- „Perfect Sense, Part 2“
- „Leaving Beirut“
- „Sheep“

Druhá polovina (The Dark Side of the Moon)
Shodná s běžným setlistem.
Přídavky
- „In the Flesh“
- „Vera“
- „Bring the Boys Back Home“
- „Comfortably Numb“

### Koncert 4. června 2006
První polovina
- „In the Flesh“
- „Mother“
- „Shine on You Crazy Diamond (Parts I–V)“
- „Have a Cigar“
- „Wish You Were Here“
- „Set the Controls for the Heart of the Sun“
- „The Gunner's Dream“
- „Southampton Dock“
- „The Fletcher Memorial Home“
- „Perfect Sense, Part 1“
- „Perfect Sense, Part 2“
- „Leaving Beirut“
- „Sheep“

Druhá polovina (The Dark Side of the Moon)
Přídavky
Shodné s běžným setlistem.

### Koncert 5. června 2006
První polovina
- „In the Flesh“
- „Mother“
- „Shine on You Crazy Diamond (Parts I–V)“
- „Leaving Beirut“
- „Have a Cigar“
- „Wish You Were Here“
- „Set the Controls for the Heart of the Sun“
- „The Gunner's Dream“
- „Southampton Dock“
- „The Fletcher Memorial Home“
- „Perfect Sense, Part 1“
- „Perfect Sense, Part 2“
- „Sheep“

Druhá polovina (The Dark Side of the Moon)
Přídavky
Shodné s běžným setlistem.

### Koncert 7. července 2007 (Live Earth)
- „In the Flesh“
- „Money“
- „Us and Them“
- „Brain Damage“
- „Eclipse“
- „The Happiest Days of Our Lives“
- „Another Brick in the Wall, Part II“

## Koncerty

### Část 1: Evropské koncerty 2006

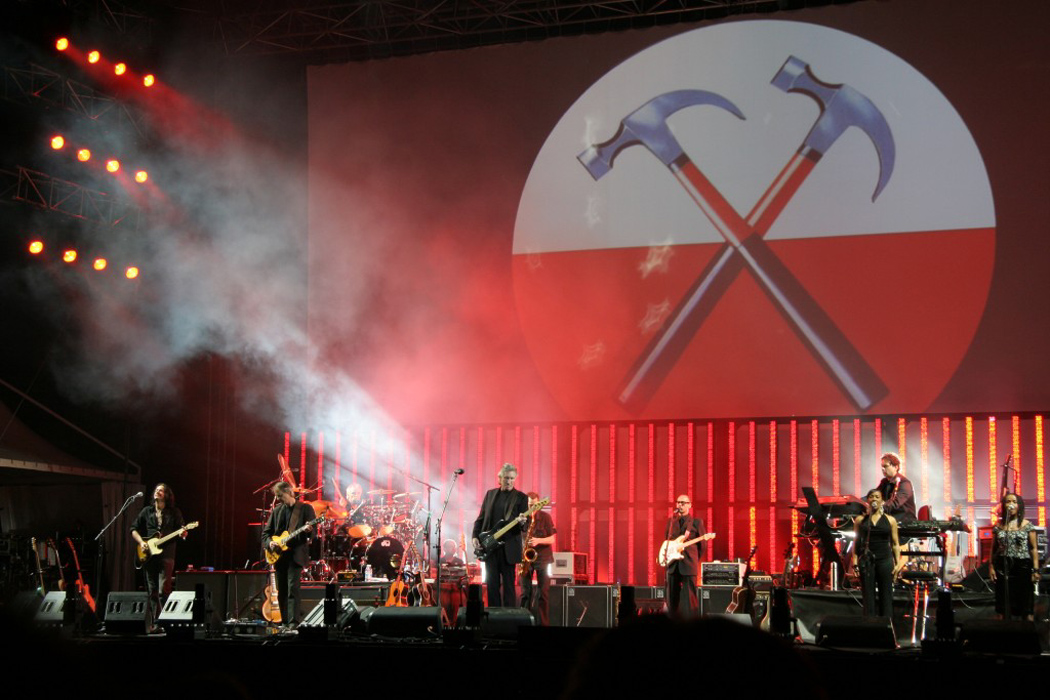
Koncert 5. června 2006 ve Veroně

| Datum             | Stát               | Město         | Místo                         | Poznámky                                                                                                 |
| ----------------- | ------------------ | ------------- | ----------------------------- | --- |
| 2. června 2006    | Portugalsko        | Lisabon       | Parque da Bela Vista          | odlišný setlist (viz výše); vystoupení v rámci festivalu Rock in Rio                                     |
| 4. června 2006    | Itálie             | Verona        | Arena di Verona               | odlišný setlist (viz výše)                                                                               |
| 5. června 2006    | Itálie             | Verona        | Arena di Verona               | odlišný setlist (viz výše)                                                                               |
| 6. června 2006    | Itálie             | Palermo       | Velodromo Paolo Borsellino    | koncert zrušen                                                                                           |
| 8. června 2006    | Německo            | Berlín        | Kindl-Bühne Wuhlheide         | |
| 10. června 2006   | Nizozemsko         | Lichtenvoorde | Rock Garden                   | vystoupení v rámci Arrow Rock Festival                                                                   |
| 12. června 2006   | Island             | Reykjavík     | Egilshöllin Arena             | |
| 14. června 2006   | Norsko             | Oslo          | Frognerbadet                  | vystoupení v rámci Norwegian Wood Festival                                                               |
| 16. června 2006   | Itálie             | Řím           | Stadio Olympico               | |
| 18. června 2006   | Řecko              | Athény        | Terra Vibe Park               | |
| 20. června 2006   | Turecko            | Istanbul      | Kuruçeşme Arena               | |
| 22. června 2006   | Izrael             | Neve Šalom    | Latrun Monastery              | vystoupení sem přesunuto z HaYarkon Park v Tel Avivu; koncert živě vysílán v Izraeli na rádiu Reshet Bet |
| 24. června 2006   | Rusko              | Moskva        | Vasilijevskij Spusk           | vystoupení sem přesunuto z Rudého náměstí v témže městě                                                  |
| 26. června 2006   | Norsko             | Stavanger     | Viking Stadion                | |
| 29. června 2006   | Irsko              | Dublin        | Showgrounds                   | vystoupení v rámci festivalu Live at the Marquee                                                         |
| 1. července 2006  | Spojené království | Londýn        | Hyde Park                     | vystoupení v rámci festivalu Hyde Park Calling                                                           |
| 2. července 2006  | Dánsko             | Roskilde      | Orange Stage                  | vystoupení v rámci festivalu Roskilde                                                                    |
| 7. července 2006  | Nizozemsko         | Rotterdam     | Sportpaleis Ahoy              | |
| 8. července 2006  | ?                  | ?             | ?                             | koncert zrušen                                                                                           |
| 10. července 2006 | Malta              | Pembroke      | Loxol Car Park                | |
| 12. července 2006 | Itálie             | Lucca         | Piazza Napoleone              | vystoupení v rámci Summer Festival; koncert živě vysílán v Itálii na rádiu RAI 1                         |
| 14. července 2006 | Francie            | Magny-Cours   | Circuit de Nevers Magny-Cours | |
| 16. července 2006 | Švýcarsko          | Locarno       | Piazza Grande                 | vystoupení v rámci Moon & Stars Festival '06                                                             |

### Část 2: Severoamerické koncerty 2006

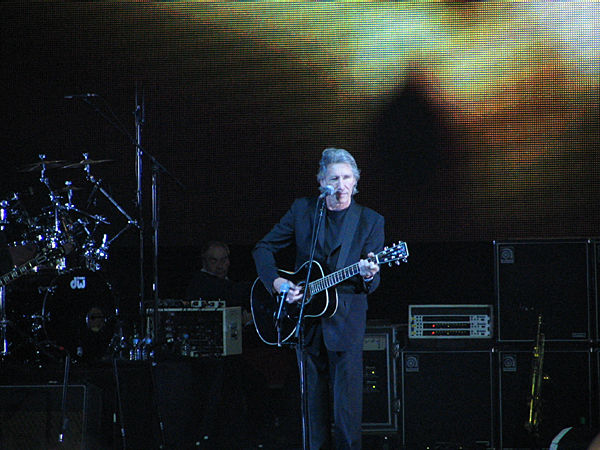
Roger Waters při vystoupení v Chicagu (29. září 2006)

| Datum          | Stát                   | Město              | Místo                           | Poznámky       |
| -------------- | ---------------------- | ------------------ | ------------------------------- | -------------- |
| 6. září 2006   | Spojené státy americké | Holmdel (NJ)       | PNC Bank Arts Center            |                |
| 8. září 2006   | Spojené státy americké | Mansfield (MA)     | Tweeter Performing Arts Center  |                |
| 9. září 2006   | Spojené státy americké | Mansfield (MA)     | Tweeter Performing Arts Center  |                |
| 12. září 2006  | Spojené státy americké | New York (NY)      | Madison Square Garden           |                |
| 13. září 2006  | Spojené státy americké | New York (NY)      | Madison Square Garden           |                |
| 15. září 2006  | Spojené státy americké | Wantagh (NY)       | Nikon Jones Beach Theater       |                |
| 16. září 2006  | Spojené státy americké | Camden (NJ)        | Tweeter Center                  |                |
| 18. září 2006  | Spojené státy americké | Detroit (MI)       | Palace of Auburn Hills          |                |
| 20. září 2006  | Kanada                 | Toronto (ON)       | Air Canada Center               |                |
| 21. září 2006  | Kanada                 | Montréal (QC)      | Bell Center                     |                |
| 23. září 2006  | Spojené státy americké | Bristow (VA)       | Nissan Center                   |                |
| 24. září 2006  | Spojené státy americké | Pittsburgh (PA)    | Post Gazette Pavilion           |                |
| 27. září 2006  | Spojené státy americké | Cleveland (OH)     | Quicken Loans Arena             |                |
| 29. září 2006  | Spojené státy americké | Chicago (IL)       | First Midwest Bank Amphitheatre |                |
| 30. září 2006  | Spojené státy americké | Noblesville (IN)   | Verizon Wireless Music Center   |                |
| 3. října 2006  | Spojené státy americké | Phoenix (AZ)       | Cricket Pavilion                |                |
| 5. října 2006  | Spojené státy americké | Los Angeles (CA)   | Hollywood Bowl                  |                |
| 6. října 2006  | Spojené státy americké | Los Angeles (CA)   | Hollywood Bowl                  |                |
| 8. října 2006  | Spojené státy americké | Las Vegas (NV)     | Theater under the Stars         | koncert zrušen |
| 8. října 2006  | Spojené státy americké | Los Angeles (CA)   | Hollywood Bowl                  |                |
| 10. října 2006 | Spojené státy americké | San Francisco (CA) | Shoreline Amphitheatre          |                |
| 12. října 2006 | Spojené státy americké | Seattle (WA)       | Key Arena                       |                |

### Část 3: Koncerty v Austrálii a Asii 2007

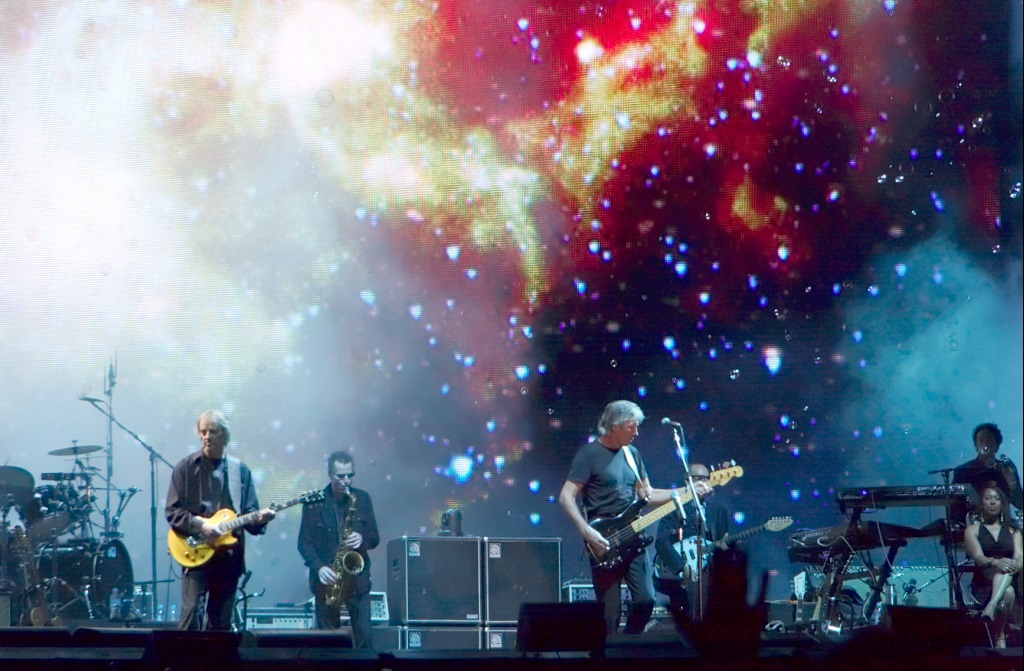
Koncert 9. února 2007 v Perthu

| Datum          | Stát                    | Město           | Místo                                      | Poznámky                                           |
| -------------- | ----------------------- | --------------- | ------------------------------------------ | -------------------------------------------------- |
| 25. ledna 2007 | Austrálie               | Sydney (NSW)    | Acer Arena                                 |                                                    |
| 27. ledna 2007 | Nový Zéland             | Christchurch    | Jade Stadium                               |                                                    |
| 29. ledna 2007 | Nový Zéland             | Auckland        | North Harbour Stadium                      |                                                    |
| 1. února 2007  | Austrálie               | Melbourne (VIC) | Rod Laver Arena                            |                                                    |
| 2. února 2007  | Austrálie               | Melbourne (VIC) | Rod Laver Arena                            |                                                    |
| 5. února 2007  | Austrálie               | Brisbane (QLD)  | Brisbane Entertainment Center              |                                                    |
| 7. února 2007  | Austrálie               | Adelaide (SA)   | Adelaide Entertainment Center              |                                                    |
| 9. února 2007  | Austrálie               | Perth (WA)      | Members Equity Stadium                     |                                                    |
| 12. února 2007 | Čína                    | Šanghaj         | Grand Stage                                |                                                    |
| 15. února 2007 | Hongkong                | Wan Čchaj       | Hong Kong Convention and Exhibition Center |                                                    |
| 18. února 2007 | Indie                   | Bombaj          | MMRDA-BKC Ground                           |                                                    |
| 21. února 2007 | Spojené arabské emiráty | Dubaj           | Media City                                 | vystoupení sem přesunuto z Autodrome v témže městě |

### Část 4: Koncerty v Latinské Americe 2007

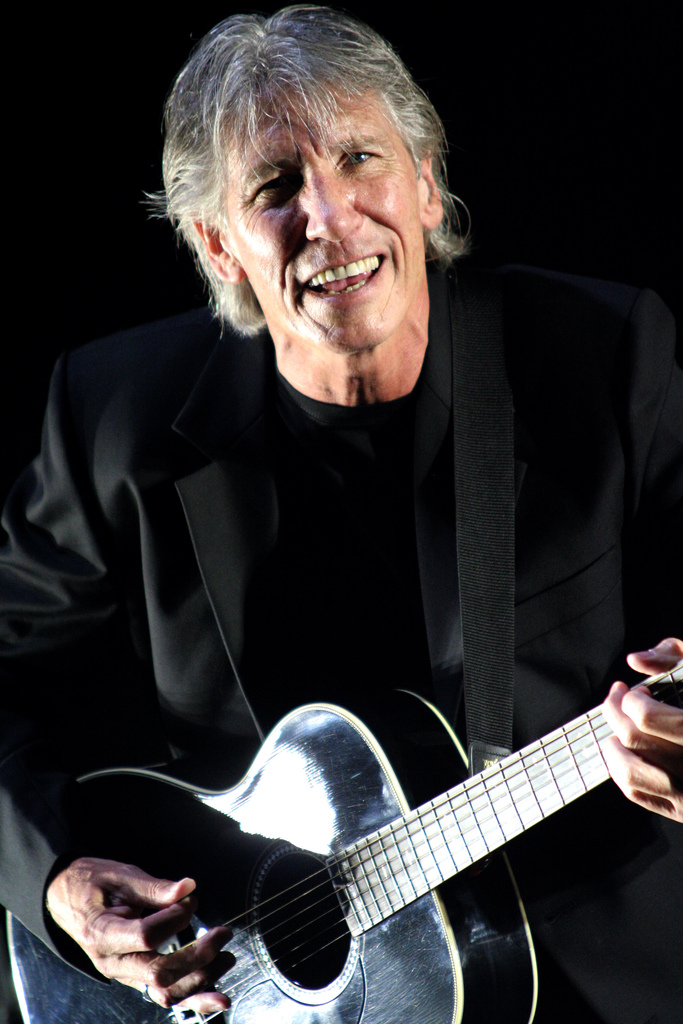
Waters hrající na akustickou kytaru v São Paulu (24. března 2007)

| Datum           | Stát      | Město             | Místo                              | Poznámky                                     |
| --------------- | --------- | ----------------- | ---------------------------------- | -------------------------------------------- |
| 2. března 2007  | Mexiko    | Monterrey         | Estadio Universitario              |                                              |
| 4. března 2007  | Mexiko    | Guadalajara       | Estadio Tres de Marzo              | vystoupení sem přesunuto z VFG v témže městě |
| 6. března 2007  | Mexiko    | Ciudad de México  | Foro Sol                           |                                              |
| 9. března 2007  | Kolumbie  | Bogotá            | Parque Metropolitano Simón Bolívar |                                              |
| 12. března 2007 | Peru      | Lima              | Estadio Monumental                 |                                              |
| 14. března 2007 | Chile     | Santiago de Chile | Estadio Nacional                   |                                              |
| 17. března 2007 | Argentina | Buenos Aires      | Estadio Antonio Vespucio Liberti   |                                              |
| 18. března 2007 | Argentina | Buenos Aires      | Estadio Antonio Vespucio Liberti   |                                              |
| 23. března 2007 | Brazílie  | Rio de Janeiro    | Praça da Apoteose                  |                                              |
| 24. března 2007 | Brazílie  | São Paulo         | Estádio do Morumbi                 |                                              |

### Část 5: Evropské koncerty 2007

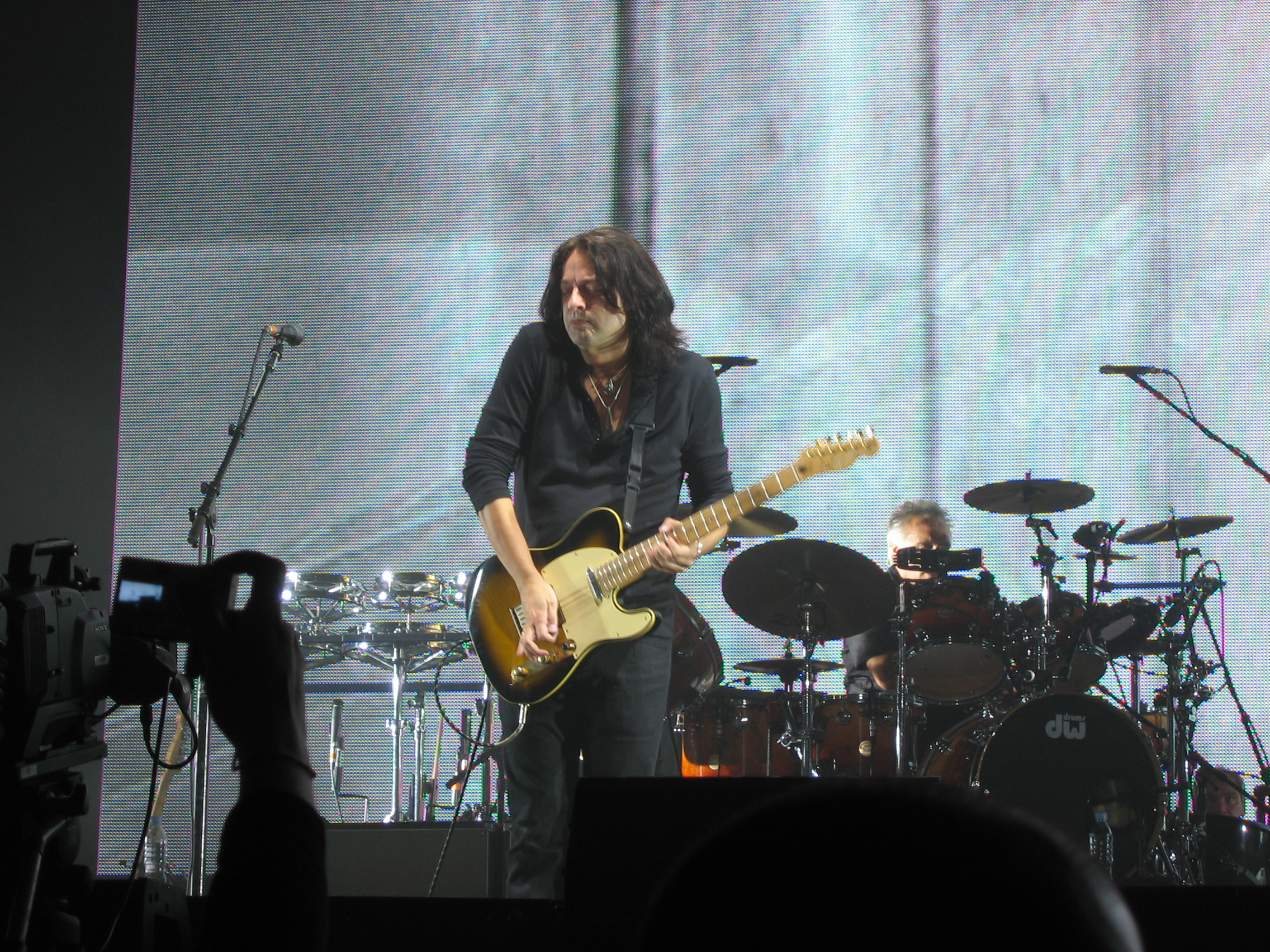
Kytarista Dave Kilminster (Londýn, 11. května 2007)

| Datum           | Stát               | Město           | Místo                            | Poznámky                                    |
| --------------- | ------------------ | --------------- | -------------------------------- | ------------------------------------------- |
| 11. dubna 2007  | Švýcarsko          | Curych          | Hallenstadion                    |                                             |
| 13. dubna 2007  | Česko              | Praha           | Sazka Arena                      |                                             |
| 14. dubna 2007  | Maďarsko           | Budapešť        | Papp László Budapest Sportaréna  |                                             |
| 16. dubna 2007  | Německo            | Kolín nad Rýnem | Arena                            |                                             |
| 18. dubna 2007  | Německo            | Lipsko          | Arena                            |                                             |
| 19. dubna 2007  | Německo            | Hamburk         | Colour Line Arena                |                                             |
| 21. dubna 2007  | Španělsko          | Barcelona       | Palau Sant Jordi                 |                                             |
| 23. dubna 2007  | Itálie             | Milán           | Datchforum                       |                                             |
| 25. dubna 2007  | Belgie             | Antverpy        | Sportpaleis                      |                                             |
| 27. dubna 2007  | Švédsko            | Stockholm       | Ericsson Globe                   |                                             |
| 29. dubna 2007  | Norsko             | Bergen          | Vestlandshallen                  | vystoupení v rámci festivalu Bergenfest '07 |
| 1. května 2007  | Dánsko             | Augustenborg    | Slotspark                        |                                             |
| 3. května 2007  | Francie            | Paříž           | Palais omnisports de Paris-Bercy |                                             |
| 5. května 2007  | Nizozemsko         | Arnhem          | Gelredome                        |                                             |
| 7. května 2007  | Spojené království | Manchester      | Manchester Evening News Arena    |                                             |
| 8. května 2007  | Spojené království | Birmingham      | National Exhibition Center       |                                             |
| 11. května 2007 | Spojené království | Londýn          | Earls Court Exhibition Centre    |                                             |
| 12. května 2007 | Spojené království | Londýn          | Earls Court Exhibition Centre    |                                             |
| 14. května 2007 | Irsko              | Dublin          | Point Theatre                    |                                             |

### Část 6: Severoamerické koncerty 2007

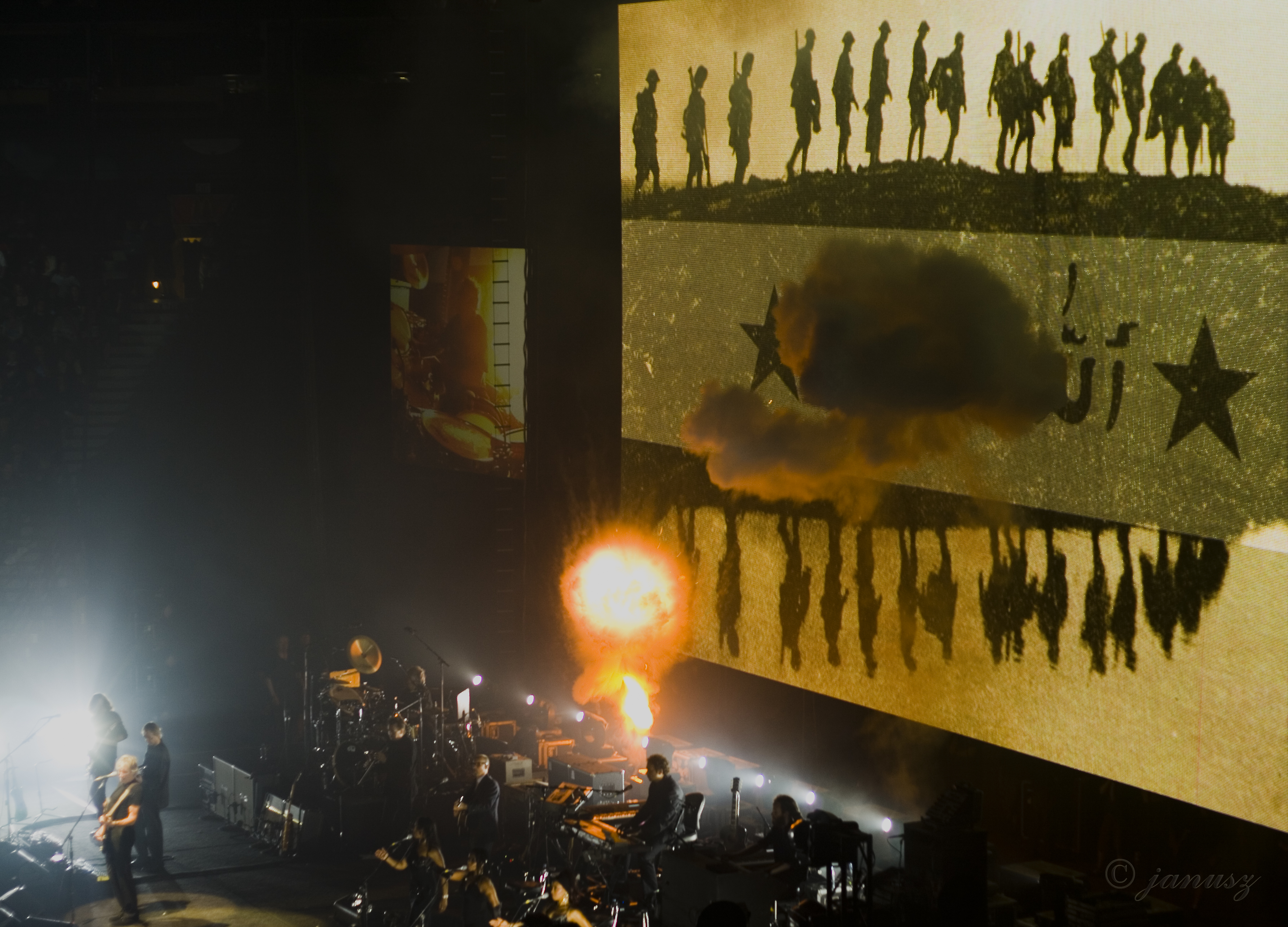
Koncert 21. června 2007 ve Vancouveru

| Datum             | Stát                   | Město                | Místo                              | Poznámky                             |
| ----------------- | ---------------------- | -------------------- | ---------------------------------- | ------------------------------------ |
| 18. května 2007   | Spojené státy americké | West Palm Beach (FL) | Sound Advice Amphitheatre          |                                      |
| 19. května 2007   | Spojené státy americké | Tampa (FL)           | Ford Amphitheatre                  |                                      |
| 22. května 2007   | Spojené státy americké | Atlanta (GA)         | Philips Arena                      |                                      |
| 24. května 2007   | Spojené státy americké | East Rutherford (NJ) | Continental Airlines Arena         |                                      |
| 30. května 2007   | Spojené státy americké | New York (NY)        | Madison Square Garden              |                                      |
| 1. června 2007    | Spojené státy americké | Filadelfie (PA)      | Wachovia Center                    |                                      |
| 2. června 2007    | Spojené státy americké | Filadelfie (PA)      | Wachovia Center                    |                                      |
| 4. června 2007    | Kanada                 | Québec (QC)          | Colisée Pepsi                      | vystoupení přesunuto z 6. června     |
| 6. června 2007    | Kanada                 | Ottawa (ON)          | Scotiabank Place                   | vystoupení přesunuto z 4. června     |
| 7. června 2007    | Kanada                 | Montréal (QC)        | Bell Center                        |                                      |
| 9. června 2007    | Spojené státy americké | Chicago (IL)         | United Center                      |                                      |
| 13. června 2007   | Spojené státy americké | Los Angeles (CA)     | Hollywood Bowl                     |                                      |
| 15. června 2007   | Spojené státy americké | Irvine (CA)          | Verizon Wireless Amphitheatre      |                                      |
| 16. června 2007   | Spojené státy americké | Las Vegas (NV)       | Grand Garden Arena                 |                                      |
| 19. června 2007   | Spojené státy americké | Oakland (CA)         | Oracle Arena                       |                                      |
| 21. června 2007   | Kanada                 | Vancouver (BC)       | GM Place                           |                                      |
| 23. června 2007   | Kanada                 | Calgary (AB)         | Pengrowth Saddledome               |                                      |
| 24. června 2007   | Kanada                 | Edmonton (AB)        | Rexall Place                       |                                      |
| 27. června 2007   | Kanada                 | Winnipeg (MB)        | MTS Center                         |                                      |
| 29. června 2007   | Spojené státy americké | Omaha (NE)           | Qwest Center Omaha                 |                                      |
| 30. června 2007   | Spojené státy americké | Saint Paul (MN)      | Xcel Energy Center                 |                                      |
| 2. července 2007  | Spojené státy americké | Milwaukee (WI)       | Marcus Amphitheater                |                                      |
| 7. července 2007  | Spojené státy americké | East Rutherford (NJ) | Giants Stadium                     | krátké vystoupení v rámci Live Earth |
| 9. července 2007  | Spojené státy americké | Boston (MA)          | TD Banknorth Garden                |                                      |
| 10. července 2007 | Spojené státy americké | Hartford (CT)        | Meadows Music Theater              |                                      |
| 12. července 2007 | Spojené státy americké | Darien (CT)          | Darien Lake Performing Arts Center | vystoupení přesunuto z 13. července  |
| 14. července 2007 | Kanada                 | Toronto (ON)         | Rogers Center                      |                                      |

### Část 7: Severoamerické a evropské koncerty 2008

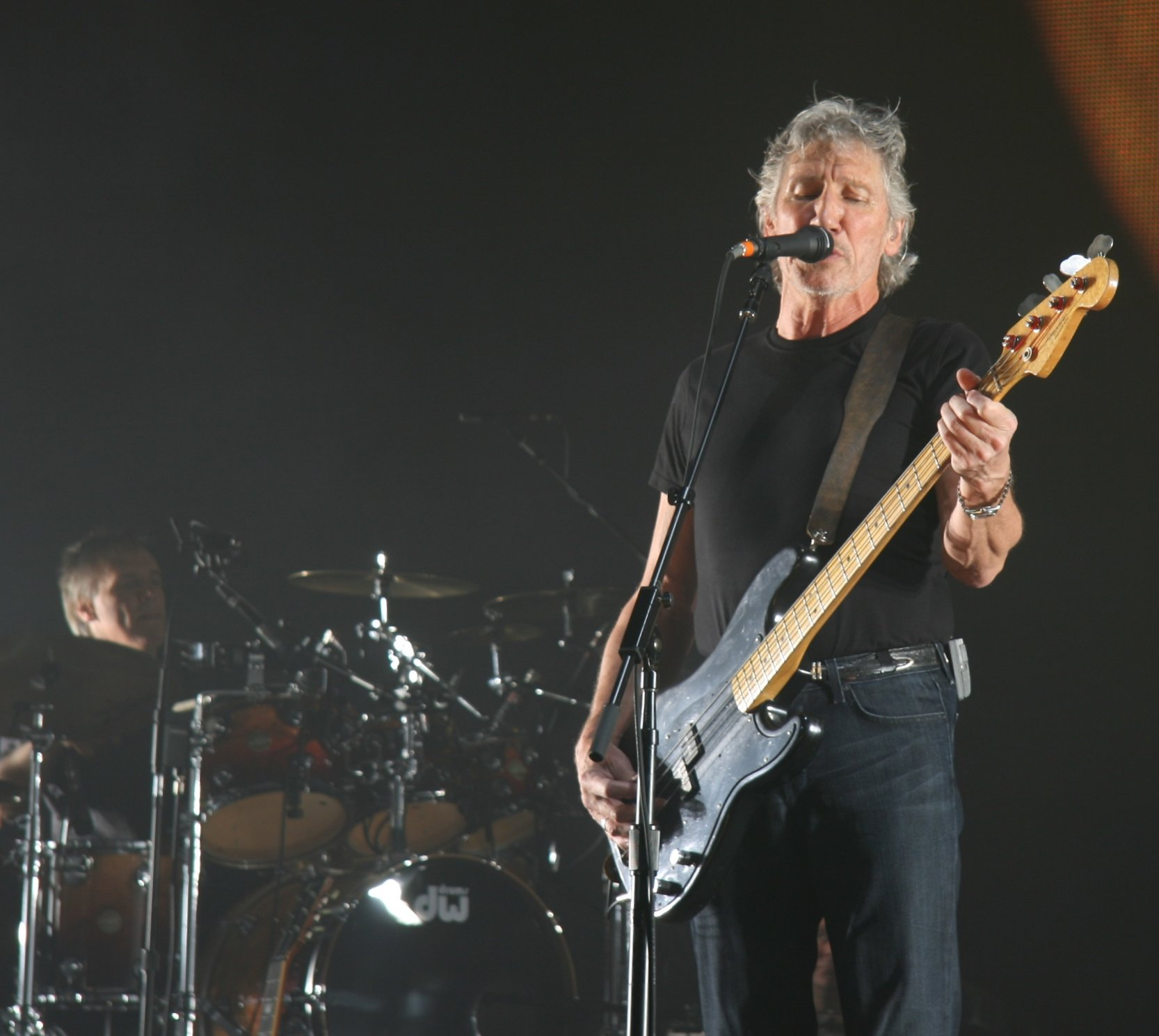
Roger Waters na vystoupení 18. května 2008 v Londýně

| Datum           | Stát                   | Město        | Místo                           | Poznámky                                                    |
| --------------- | ---------------------- | ------------ | ------------------------------- | ----------------------------------------------------------- |
| 27. dubna 2008  | Spojené státy americké | Indio (CA)   | Empire Polo Field               | vystoupení v rámci Coachella Valley Music and Arts Festival |
| 30. dubna 2008  | Spojené státy americké | Denver (CO)  | Pepsi Center                    |                                                             |
| 2. května 2008  | Spojené státy americké | Dallas (TX)  | SuperPages.com Center           |                                                             |
| 4. května 2008  | Spojené státy americké | Houston (TX) | Cynthia Woods Mitchell Pavilion |                                                             |
| 9. května 2008  | Španělsko              | Granada      | Campo de Futbol de Atarfe       |                                                             |
| 11. května 2008 | Nizozemsko             | Landgraaf    | Megaland                        | vystoupení v rámci Pinkpop Festival                         |
| 13. května 2008 | Dánsko                 | Odense       | Fionia Park                     |                                                             |
| 15. května 2008 | Spojené království     | Liverpool    | Echo Arena                      |                                                             |
| 18. května 2008 | Spojené království     | Londýn       | O2 Arena                        |                                                             |
| 19. května 2008 | Spojené království     | Londýn       | O2 Arena                        |                                                             |
| 6. června 2008  | Rusko                  | Petrohrad    | Palácové náměstí                | vystoupení v rámci White Nights Festival                    |